# Gila (Nouveau-Mexique)
Pour les articles homonymes, voir Gila.
Gila est une ville du Nouveau-Mexique située aux États-Unis.

## Histoire
Gila a été fondée en 1884. Cette ville reposait sur l'élevage.

## Transport
Gila est accessible via NM 211 depuis l'ouest et le sud. La NM 153 rend quant à elle la ville accessible depuis le Nord.

## Autres
Gila est la ville dans laquelle Michael Scofield et Sara Tancredi se rejoignent après l'évasion dans la série Prison Break.